# دييغو مجدلينو
دييغو مجدلينو (بالإنجليزية: Diego Magdaleno)‏ مواليد 28 أكتوبر 1986 في لوس أنجلوس، هو ملاكم محترف أمريكي يصنف ضمن فئة الوزن الخفيف.

## إحصائيات
خاض خلال مسيرته 34 نزالا، فاز في 31 ولم يتعادل وخسر في 3. فاز بالضربة القاضية في 13 نزالا.

## روابط خارجية
- دييغو مجدلينو على موقع بوكس ريك (الإنجليزية) (registration required)